# São Borja
São Borja (portugiesisch Município de São Borja) ist eine Gemeinde im brasilianischen Bundesstaat Rio Grande do Sul. Die Bevölkerung wurde zum 1. Juli 2021 auf rund 60.000 Einwohner geschätzt, die auf einer Gemeindefläche von rund 3616,7 km² leben und São-Borjenser (são-borjenses) genannt werden. Sie liegt 594 km westlich von der Hauptstadt Porto Alegre entfernt. 
Die Kernsiedlung wurde 1682 gegründet und war die erste der sieben Östlichen Missionen (Sete Povos das Missões) der Jesuiten. Erste Stadtrechte als Vila, benannt nach dem Jesuiten Francisco de Borja, wurden ihr zwar bereits am 13. Oktober 1817 als Vila de São Francisco de Borja por Alvará zuerkannt, jedoch erst am 21. Mai 1834 emanzipatorisch umgesetzt. Bis dahin unterstand das Gebiet dem Munizip Rio Pardo in der damaligen Provinz Rio Grande do Sul.
Sie ist Grenzstadt zu Argentinien und wird mit der über den Río Uruguay führenden Brücke Ponte Internacional da Integração mit Santo Tomé verbunden. Spanisch wird sie San Borja genannt.
Das Biom ist Pampa.

## Stadtverwaltung
Bei der Kommunalwahl 2016 wurde Eduardo Bonotto von der Partei Progressistas zum Stadtpräfekten (Bürgermeister) gewählt. Bei den Kommunalwahlen in Brasilien 2020 wurde Bonotto mit 22.152 oder 66,48 % der gültigen Stimmen für die Amtszeit 2021 bis 2024 wiedergewählt.
Die Legislative des Munizips liegt bei einem 15-köpfigen Stadtrat (Câmara de Vereadores).
Seit 2014 ist der Munizip in die vier Distrikte São Borja, Nhú-Porã, Samburá und Sarandi gegliedert.

## Söhne und Töchter der Stadt
- Getúlio Dornelles Vargas (1882–1954), war Präsident Brasiliens 1930 bis 1945 und 1950 bis 1954
- João Goulart (1918–1976), war Präsident Brasiliens von 1961 bis 1964
- Leandro Guerreiro (* 1978), Fußballspieler
- Vinicius Rodrigues (* 1987), Squashspieler
- Fabiana Tambosi (* 1990), Model
- Samuel Rosa Gonçalves (* 1991), Fußballspieler

## Galerie

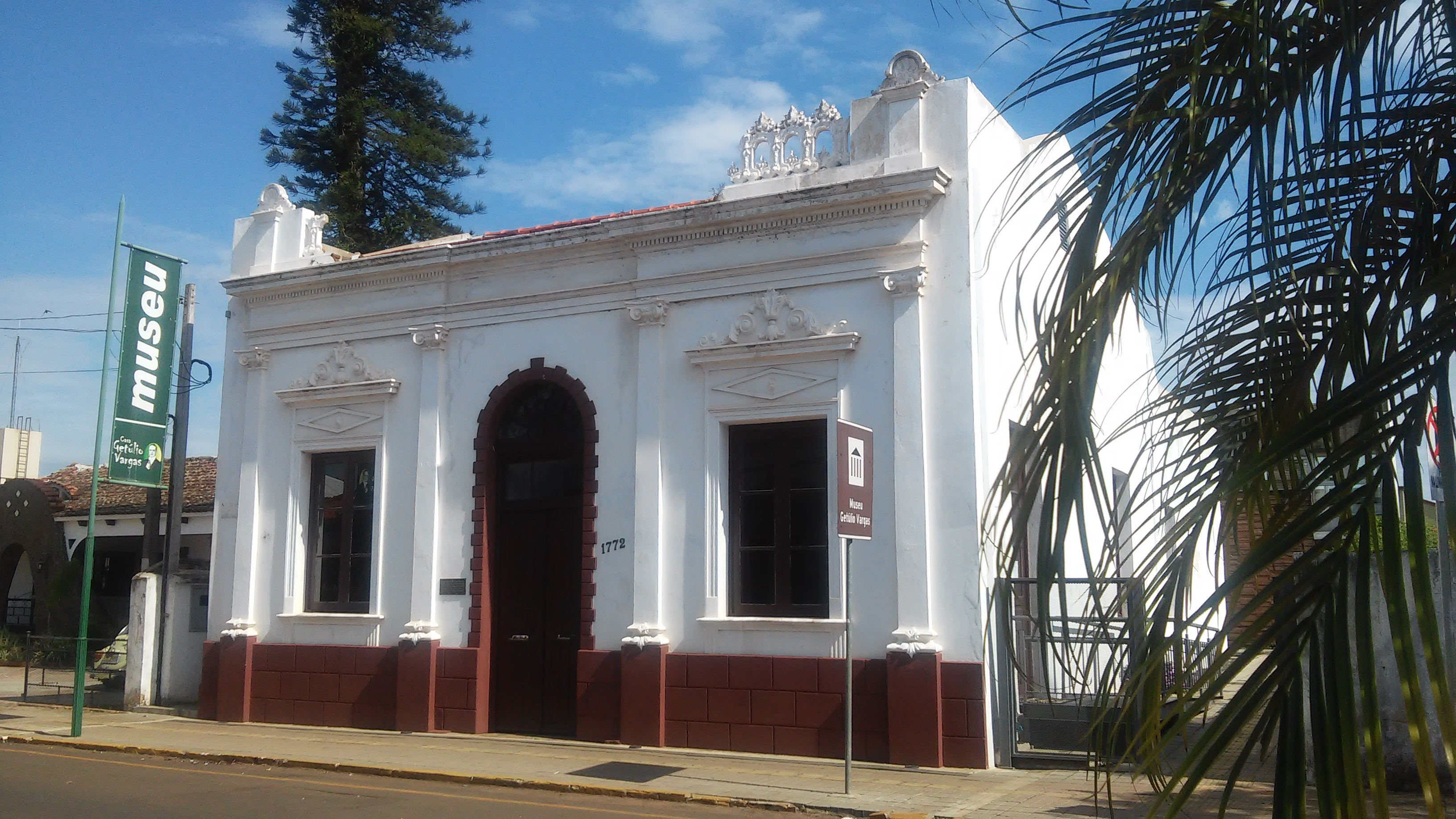
Museu Getúlio Vargas, Geburtshaus von Getúlio Vargas in São Borja